# شیخ‌موسی (بابل)
شیخ‌موسی ، روستایی از توابع بخش بندپی شرقی شهرستان بابل در استان مازندران ایران است. شیخ موسی، روستایی ییلاقی با بافت قدیمی و سنتی در ۷۰ کیلومتری بابل، مازندران واقع شده است. این روستا با وجود ورود خوش‌نشینان، همچنان فرهنگ اصیل مازندرانی را حفظ کرده است.
از جمله چالش‌های این روستا می‌توان به فروش زمین‌های وقفی و نبود امکانات آموزشی اشاره کرد که موجب مهاجرت ساکنان به شهرهای اطراف شده است.

## جمعیت
این روستا در دهستان فیروزجاه قرار دارد و براساس سرشماری مرکز آمار ایران در سال ۱۳۸۵، جمعیت آن ۱۱۱ نفر (۳۱خانوار) بوده است.
مردم شیخ موسی به دامداری، کشاورزی و تولید صنایع دستی مشغولند. زنان در کارهایی چون تولید پارچه‌های سنتی، قابلگی و آشپزی مهارت دارند.

## جاذبه‌های گردشگری
مقبره امامزاده عبدالله و حاجی شیخ موسی با گنبد طلایی، چشمه‌های آب معدنی، آبشار ۱۸ متری با دیواره صخره‌ای، خانه‌های قدیمی با مصالح گل و چوب و دیواره‌های سنگی از جاذبه‌های این منطقه هستند.

### آداب و رسوم
از آداب و رسوم این روستا می‌توان به احترام به والدین، تیمارداری از بیماران، همراهی مسافران و برگزاری مراسم عزاداری در ماه محرم اشاره کرد. همچنین در گذشته عروسی‌ها ۷ شبانه‌روز به طول می‌انجامید و در روز سوم هدیه‌ای به نام عروس می‌شد.
شیخ موسی از عرفای زمان خود بود که به دلیل مهمان‌نوازی از یک پادشاه و لشکریانش با یک دیگ غذا، ۲۰۰۰ هکتار زمین از مناطق اطراف به نام او شد. وی این زمین‌ها را به مردم کم‌بضاعت بخشید. پس از فوت او، بارگاهی در منطقه برایش ساخته شد که محل زیارت مردم است.
روشن کردن آتش در کوه‌های اطراف برای خبر دادن ورود ۲۶ عیدماه و برگزاری کشتی لوچو در این روز از  سنت‌های کهن این منطقه است. همچنین در شب سیزده‌شو به نیت سلامتی اعضای خانواده گردو می‌شکنند و غذاهای  سنتی مانند بشت زیک، ازگل و آش دوغ می‌پزند.